# Ulgi podatkowe dla osób niepełnosprawnych
Ulgi podatkowe dla niepełnosprawnych – ulgi podatkowe przeznaczone dla osób niepełnosprawnych.
Możliwe jest dokonanie odliczenia wydatków na cele rehabilitacyjne oraz wydatków związanych z ułatwieniem wykonywania czynności życiowych, poniesionych w roku podatkowym przez podatnika będącego osobą niepełnosprawną lub podatnika, na którego utrzymaniu są osoby niepełnosprawne.
Warunkiem odliczenia wydatków jest posiadanie przez osobę, której dotyczy wydatek:
- orzeczenia o zakwalifikowaniu przez organy orzekające do jednego z trzech stopni niepełnosprawności, określonych w odrębnych przepisach,
- decyzji przyznającej rentę z tytułu całkowitej lub częściowej niezdolności do pracy, rentę szkoleniową lub rentę socjalną,
- orzeczenia o niepełnosprawności osoby, która nie ukończyła 16 roku życia, wydanego na podstawie odrębnych przepisów.

Warunkiem skorzystania z większości ulg rehabilitacyjnych jest posiadanie przez podatnika dokumentów stwierdzających poniesienie wydatków (faktury, rachunki).
Wydatki na cele rehabilitacyjne podlegające odliczeniu od dochodu, a nie od kwoty podatku. Nie można odliczyć wydatków na cele rehabilitacyjne, które zostały sfinansowane (dofinansowane) ze środków zakładowego funduszu rehabilitacji osób niepełnosprawnych (ZFRON), Państwowego Funduszu Rehabilitacji Osób Niepełnosprawnych (PFRON) lub ze środków Narodowego Funduszu Zdrowia (NFZ), zakładowego funduszu świadzeń socjalnych albo zostały zwrócone podatnikowi w jakiejkolwiek formie.
Jeśli wydatki były tylko częściowo finansowane z powyższych funduszy czy środków, odliczeniu podlega różnica pomiędzy poniesionymi wydatkami a kwotą sfinansowaną czy zwróconą z jakichkolwiek innych środków.
Można odliczyć te wydatki, które podatnik pokrył z własnych dochodów.
Cele, na które może zostać przeznaczona ulga, dzieli się na:
- limitowane (istnieje określona maksymalna kwota, jaką podatnik może odliczyć) – opłacenie przewodnika osoby niewidomej, utrzymanie psa asystującego, wydatki na samochód;
- nielimitowane – między innymi adaptacja mieszkań do potrzeb wynikających z niepełnosprawności, przystosowanie pojazdów mechanicznych do potrzeb wynikających z niepełnosprawności, zakup i naprawa sprzętu ułatwiającego wykonywanie czynności życiowych.